# Granulat (postać leku)
Granulat to jedna ze stałych postaci leku. Jest to mieszanina sproszkowanych substancji leczniczych i pomocniczych uformowana w jednolite grudki (ziarenka) o nieregularnym kształcie i wielkości 0,5 - 3,2 mm. Grudki te mogą być powlekane. 

Granulaty w lecznictwie są stosowane jako gotowy lek, do użytku wewnętrznego lub zewnętrznego, a także jako półprodukt do produkcji tabletek. W przemyśle spożywczym również wykorzystuje się formę granulatu. Postać taką mają np. niektóre słodycze.
Granulaty będące gotowym lekiem mogą być dawkowane, wówczas odmierzone, równe ilości granulatu są zamknięte w osobnych opakowaniach, np. kapsułkach, fiolkach, saszetkach. Jeśli pacjent każdorazowo sam odmierza sobie ilość granulatu do użycia, granulat nazywa się niedawkowanym.
Granulaty do stosowania zewnętrznego służą do sporządzania roztworu lub zawiesiny w odpowiednim, wskazanym przez producenta płynie. 
Odmianą granulatów są peletki posiadające kształt kulisty.
Granulaty jako leki są dużo wygodniejsze w stosowaniu od proszków, z których powstają. Łatwiej jest pobierać je z opakowania, przesypywać i odmierzać właściwą ilość. Dużo wygodniejsze jest również ich zażywanie – w przeciwieństwie do proszków nie pylą, nie przylegają do ścian jamy ustnej i gardła, co eliminuje krztuszenie się zażytym proszkiem. 
Granulaty sporządzane z surowców roślinnych często zawierają więcej czynnych składników od proszków, gdyż w procesie technologicznym sporządzania suchych wyciągów z roślin, często traci się wiele składników leczniczych, zwłaszcza lotnych olejków.

## Substancje pomocnicze zawarte w granulatach
Lepiszcza (substancje wiążące). Są niezbędnym składnikiem każdego granulatu. Służą do wiązania cząstek substancji leczniczej (w proszku) w większe agregaty, tak aby stworzyły ziarenka odpowiedniej wielkości. Jako lepiszcza stosuje się:
- kleik żelatynowy
- kleik skrobiowy
- gumę arabską
- roztwory cukrów: sacharozy, laktozy
- pochodne celulozy: metyloceluloza, hydroksyeltyloceluloza i inne

Substancje rozsadzające. Stosowane w celu szybkiego uwalniania substancji leczniczych z granulatu, po dostaniu się do środowiska wodnego (np. w jelitach). Ich działanie polega na zwiększaniu objętości granulatu (pęcznieniu) w zetknięciu z wodą. Jako substancje rozsadzające stosuje się:
- skrobię, najczęściej ziemniaczaną
- pochodne celulozy: celulozę mikrokrystaliczną
- pektyny
- alginian sodu

Substancje hydrofilizujące. Zwiększają zdolność adsorpcji wody na powierzchni granulek, dzięki czemu poprawiają właściwości fizyczne granulatów, zapobiegają m.in. uwięzieniu powietrza na granulkach, co mogłoby powodować rozpadanie się sporządzonych z granulatu tabletek. Poza tym substancje te wpływają na szybkość uwalniania leku z granulatu lub tabletek. Najczęściej stosowane substancje hydrofilizujące to:
- alkohol cetylowy
- monostearynian glicerylu
- polisorbaty 20 i 80

Substancje utrzymujące wilgoć. Zabezpieczają granulat przed nadmiernym wysychaniem i tym samym rozpadaniem się. W takim celu stosuje się:
- glicerol
- glikol propylenowy
- mleczan sodu

Substancje zapobiegające zbyt szybkiemu rozpadowi. Utrudniają dostawanie się wody w głąb granulek i tym samym ich szybki rozpad. Są używane  do uzyskiwania tabletek do ssania. Stosuje się tu substancje dobrze rozpuszczalne, tworzące na powierzchni granulek roztwór nasycony, np. sacharozę.
Substancje wypełniające. Uzupełniają masę granulatu, gdy substancja lecznicza jest użyta w małej ilości, tak, żeby uzyskanego granulatu nie było za mało (wtedy utracenie części granulatu, np. wysypanie się z łyżeczki podczas zażywania, powodowałoby bardzo dużą stratę leku). Substancje wypełniające mogą pełnić jednocześnie inne funkcje, np. pochłaniać wodę i w ten sposób zapobiegać wysychaniu. Substancjami wypełniającymi mogą być:
- cukry proste: sacharoza, glukoza, laktoza
- skrobia
- bentonit
- krzemionka koloidalna

## Jakość granulatów
Granulaty będące lekami podlegają kontroli jakości. Przepisy farmaceutyczne zalecają ocenę jakości granulatów na podstawie oznaczenia:
- zawartości substancji leczniczej
- jednolitości dawek, w granulatach dawkowanych (podzielonych na jednorazowe porcje, np. w kapsułkach)
- równomierności rozłożenia substancji leczniczej
- czasu rozpadu granulatu i uwalniania substancji leczniczej  - jest to ocena dostępności farmaceutycznej
- straty masy po suszeniu (zależnej od zawartości wody i innych substancji lotnych)
- zawartości frakcji miałko sproszkowanej (zawartości proszku o wielkości ziaren poniżej 10μm)
- czystości mikrobiologicznej

Poza tymi parametrami, badając granulaty oznacza się również:
- masę nasypową (stosunek masy granulatu do objętości przy swobodnym nasypywaniu, bez ubijania).
- porowatość
- wytrzymałość mechaniczną

Zależnie od przeznaczenia, sporządza się granulaty o różnej wielkości ziarenek. Granulki służące do sporządzania tabletek powinny mieć średnicę w granicach 0,5-1,6mm; granulaty będące samodzielną postacią leku powinny zawierać ziarenka większe - od 1,6 do 3,2mm.